# ポルトベロの海戦
ポルトベロの海戦（ポルトベロのかいせん、英語: Battle of Portobello）、またはポルト・ベロ海戦（ポルト・ベロのかいせん、英語: Battle of Porto Bello）は1739年11月22日、グレートブリテン王国とスペイン帝国の間の海戦。ジェンキンスの耳の戦争の一部であったこの戦いでは、イギリス海軍がパナマのポルトベロの占領を企図して成功した。この戦いはイギリスで大いに宣伝された。

## 背景
ポルトベロはスパニッシュ・メインにおける重要な港であった。1727年のポルトベロ封鎖に失敗したエドワード・ヴァーノンは何度もポルトベロを「6隻の船で占領できる」と豪語していた。ジャマイカの要港の指揮官に任命されたのち、ヴァーノンは少なすぎるという批判を振り切って6隻からなる遠征隊を組織した。彼は大艦隊は疫病で損害を被りやすく、少数の艦隊のほうが早く動けると主張した。

## 戦闘
1739年11月20日、ヴァーノン艦隊はポルトベロ沖に現れた。艦隊は総攻撃を準備したが、東から吹いた風が原因となり、トド・フィエロ（スペイン語: Todo Fierro）港への攻撃に集中せざるをえなかった。スペインは不意をつかれた。一部のスペイン人が逃走をはじめた一方、イギリス軍は上陸した。イギリスは要塞の壁を登り、砲台のスペイン軍を蹴散らしてイギリスの旗を立てた。スペイン人は降伏したが、元々300人いたドン・フアン・フランシスコ・ガルガンタ率いる守備軍はこの時点で40人しか残っていなかった。
トド・フィエロを占拠した後、ヴァーノンはサンティエゴ要塞に向けて進撃し、スペインのスループ1隻を撃沈した。翌朝、スペイン人は和平を要求した。交渉の後、総督のフランシスコ・ハビエル・マルティネス・デ・ラ・ベガ・イ・レテスは午後に降伏した。イギリスは死者3名と負傷7名でポルトベロを占領し、船3隻を拿捕した。イギリスはポルトベロ市を3週間占領し、その間に要塞や主な建造物を全て破壊した。このためポルトベロはスペインの海軍拠点としての役割を終えた。

## その後
アメリカ合衆国の植民地時代では、スペインがイギリス商船に対し海賊行為をしばしば行っていたため、ポルトベロ占領はイギリスとアメリカの両方で歓迎された。ポルトベロという名前は記念としてさまざまなところで使われた（詳しくはポルトベロ (曖昧さ回避)を参照）。
ヴァーノンはイギリスの英雄となり、自身もさまざまなところで記念された。一例としては後にジョージ・ワシントンのプランテーションとなったマウントバーノンがある。ヴァーノンは戦後海軍大将に昇進した。彼は当時政権を握っていたロバート・ウォルポールの反対派の1人であり、戦前も戦後もイギリスの敵に対し強硬策をとることを主張していた。しかし、ヴァーノンはその次の戦いであるカルタヘナ・デ・インディアスへの大規模な侵攻には失敗し、2万7千人と船186隻を擁するイギリス軍は3,500人と船6隻しかなかったスペインの隻眼・片腕・片足の提督ブラス・デ・レソに惨敗した。
イギリスの占領は3週間しか維持されなかったものの、ポルトベロへの影響は壊滅的だった。建造物の多くが破壊された一方、スペインはイギリス対策として貿易の慣習を変更したためポルトベロはほとんど放棄に近い形で放置された。ポルトベロの経済は2世紀後のパナマ運河の建設まで立ち直らなかった。